# 42-es busz (Veszprém)
A veszprémi 42-es jelzésű autóbusz egy éjjeli körjárat, mely Hoteltől indulva bejárja Dózsavárost, Jeruzsálemhegyet, majd Egyetemvároson át visszatér Hotelhez. A járatot a V-Busz üzemelteti.

## Története
A járatot 2019. december 15-én indítja el Veszprém szolgáltatója, a V-Busz.

## Útvonala
| Hotel → Dózsaváros → Jeruzsálemhegy → Hotel |
| --- |
| Hotel vá. – Mindszenty József utca – Brusznyai Árpád utca – Óvári Ferenc út – Dózsa György utca – Toborzó utca – Bem József utca – Jókai Mór utca – Szent István utca – Avar utca – Juhar utca – Tizenháromváros tér – Pápai út – Völgyhíd tér – Szent István völgyhíd – Dózsa György út – Harmat utca – Endrődi Sándor utca – Kiskőrösi utca – Szegfű utca – József Attila utca – Stadion utca – Egyetem utca – Iskola utca – Óvári Ferenc út – Brusznyai Árpád utca – Mindszenty József utca – Hotel vá. |

## Megállóhelyei
| 0  | Hotel végállomás         |    |
| 2  | Színház                  |    |
| 3  | Ranolder János tér       |    |
| 4  | Sziklai János utca       |    |
| 5  | Patak tér                |    |
| 6  | Dózsa György tér         |    |
| 6  | Vértanú utca             |    |
| 7  | Avar utca                |    |
| 8  | Avar utca / Juhar utca   |    |
| 9  | Juhar utca               |    |
| 10 | Tizenháromváros tér      |    |
| 11 | Pápai út 25.             |    |
| 12 | Völgyhíd tér             |    |
| 14 | Endrődi Sándor lakótelep |    |
| 15 | Endrődi Sándor utca      |    |
| 16 | Szegfű utca              |    |
| 17 | József Attila utca       |    |
| 18 | Stadion utca 28.         |    |
| 19 | Stadion utca 19.         |    |
| 20 | Egyetem utca             |    |
| 21 | Hóvirág utca             |    |
| 22 | Komakút tér              |    |
| 23 | Színház                  |    |
| 24 | Hotel végállomás         | 47 |